# Big When I Was Little
"Big When I Was Little" é uma canção gravada pela cantora e compositora britânica Eliza Doolittle, lançada como o primeiro single de seu segundo álbum de estúdio In Your Hands (2013). A faixa foi lançada pela Parlophone em 28 de julho de 2013 no Reino Unido.

## Antecedentes
Falando sobre a música Eliza disse: "Eu estava no estúdio e eu estava pensando sobre algo dizendo" que quando eu era grande ou quando eu era pequeno "e Steve vai", que é um título para uma grande canção! "Ela também falou sobre a concepção da trilha, ela disse: "Então, eu escrevi algumas idéias e referências e nós finalizamos a canção, é a primeira música de trabalho para o meu novo disco e eu mal posso esperar para que o álbum inteiro estajam em seus ouvidos".

## Recepção da crítica
Lewis Corner do Digital Spy deu a música uma revisão positiva, afirmando: "Assim como filtros e montagens de filmes, nostalgia faz tudo parecer muito melhor do que realmente era. É uma aderência que Eliza Doolittle usa em seu novo single, que ao ouvi-lo você lembra do tempo de cassetes, Malcolm in the Middle estava vendo a hora do chá e todos do Posh Spice ainda eram um popstar. Enquanto a cantora flertou recentemente com os sons dos anos 90 em sua colaboração de Divulgação, as referências retrô são mantidos estritamente nas letras para o seu próprio passeio como uma mistura de jazzy e melodias ondulantes, lamenta, ecoando o fluxo saltitante de seu popular hit "Pack Up". "É uma celebração encantadora de dias obscuros do passado".

## Faixas e formatos
| Download digital |                         |         |  |
| N.º              | Título                  | Duração |  |
| 1.               | "Big When I Was Little" | 3:52    |  |

## Videoclipe
Um vídeo da música para acompanhar o lançamento do próprio foi lançado pela primeira vez no YouTube em 16 de junho de 2013, com um comprimento total de três minutos e 59 segundo. O vídeo mostra Doolittle executando a trilha com amigos, enquanto veste uma variedade de roupas inspirado-se nos anos 90.

## Desempenho nas tabelas musicais
| Tabela (2013)                     | Melhor posição |
| --------------------------------- | -------------- |
| Bélgica - Ultratop 50 (Flandres)  | 27             |
| Escócia - Scottish Singles Charts | 17             |
| Eslováquia - IFPI                 | 73             |
| Reino Unido - UK Singles Charts   | 12             |

## Histórico de lançamento
| País        | Data                | Gravadora  | Formato          |
| ----------- | ------------------- | ---------- | ---------------- |
| Bélgica     | 21 de junho de 2013 | Parlophone | Download digital |
| Reino Unido | 28 de julho de 2013 | Parlophone | Download digital |